# Jollydora pierrei
Espèce
Statut de conservation UICN

 VU  : Vulnérable
Jollydora pierrei est une espèce de plantes de la famille des Connaracées.